# Julius Hanisch
Julius Hanisch (18. července 1827 Rokytnice v Orlických horách – 27. dubna 1886 Vídeň) byl rakouský a český právník a politik německé národnosti, v 2. polovině 19. století poslanec Českého zemského sněmu a Říšské rady.

## Biografie
Profesí byl právník a politik. Narodil se v Rokytnici v Orlických horách jako syn tkadlce. Studoval na gymnáziu v Hradci Králové a v Praze. Následně absolvoval práva na Karlo-Ferdinandově univerzitě v Praze, kde roku 1858 získal titul doktora práv. Nastoupil na praxi na pražský zemský soud, pak byl v advokátní praxi v Praze a Liberci. Od roku 1859 působil jako právní zástupce ve Vídni, kde se pak usídlil a v 60. letech se etabloval jako samostatný advokát.
Po obnovení ústavního života v Rakouském císařství počátkem 60. let 19. století se zapojil i do zemské a celostátní politiky. V zemských volbách v Čechách v roce 1861 byl zvolen v kurii venkovských obcí (volební obvod Litoměřice – Lovosice – Úštěk) do Českého zemského sněmu. Zvolen byl jako nezávislý německý kandidát. Mandát obhájil v témže obvodu i v zemských volbách v lednu 1867 a rovněž tak v krátce poté konaných volbách v březnu 1867. Po volbách roku 1870 se jako poslanec neuvádí, ale křeslo v zemském sněmu získal opětovně ve volbách roku 1872, nyní již za kurii venkovských obcí v obvodu Žamberk – Králíky – Rokytnice.
V téže době také zasedal i v Říšské radě (celostátní zákonodárný sbor), kam ho vyslal zemský sněm roku 1864 (tehdy ještě Říšská rada nevolena přímo, ale tvořena delegáty jednotlivých zemských sněmů). 12. listopadu 1864 složil slib. Opětovně ho zemský sněm do vídeňského parlamentu delegoval roku 1867 a 1870. Uspěl i v prvních přímých volbách do Říšské rady roku 1873, kdy získal mandát poslance za kurii venkovských obcí, obvod Litomyšl, Lanškroun, Polička atd. Ve volbách roku 1879 ho v tomto etnicky smíšeném okrsku ovšem porazil poměrem 84 : 274 hlasů nezávislý kandidát Johann Urbanek. Poté, co ale Urbanek roku 1884 zemřel, podařilo se Hanischovi v doplňovacích volbách znovu uspět a na zbytek funkčního období ještě usedl do vídeňského parlamentu. Poslanecký slib složil 4. prosince 1884.
Patřil do ústavověrného tábora. Po volbách v roce 1873 se uvádí coby jeden z 67 členů staroliberálního Klubu levice, vedeného Eduardem Herbstem. V roce 1878 již ale je zmiňován jako nezařazený poslanec.
Díky jeho přičinění byl roku 1869 zřízen soudní okres Rokytnice v Orlických horách, který zahrnul převážně etnicky německé obce v tomto regionu. Působil jako první okresní starosta v Rokytnici. V obci Neratov v Orlických horách se zasadil o zřízení poštovního úřadu. V září 1873 mu Neratov udělil čestné občanství. V té době byl stále okresním starostou.
V posledních letech před smrtí se nacházel v těžké sociální situaci, přišel o svou advokátní kancelář. Poté, co už nebyl zvolen do Říšské rady ani do zemského sněmu, přišel i o poslední velký zdroj příjmů, když dlouhodobě působil jako právní zástupce zemského výboru u vídeňských soudů. Začal se pak zadlužovat a postupně přišel o poslední klienty. Zemřel v dubnu 1886, když si přímo na chodbě budovy vídeňského zemského soudu prostřelil hlavu. Důvodem byl soudní spor, který byl proti němu veden s podezřením na zpronevěru. Zemřel při převozu do nemocnice. Zůstala po něm vdova a dva synové.
V roce 1862 byl jmenován čestným občanem rodné Rokytnice v Orlických horách.